# Усыновление в Древнем Риме
Усыновление в Древнем Риме — юридическая процедура, предусмотренная римским правом.
В Древнем Риме семейные отношения приобрели наиболее ярко выраженный юридический характер и подчас юридические отношения не соответствовали естественным, кровным отношениям. Основным признавался не кровный союз, а отношения с домовладыкой. Каждый член семьи, выходивший из-под власти одного домовладыки и попадавший под власть другого, утрачивал всякую связь с первым и его семьёй и становился под власть второго. Каждый член семьи мог встать под власть другого, даже отец под власть сына, вступив, таким образом, в гражданское родство, не имеющее ничего общего с родством кровным.
Усыновление играло у римлян важную роль. Это учреждение в римском мире в первый раз приняло вид юридический, но его юридический образ в настоящее время совершенно отличен от римского. Происхождение и развитие этого института тесно связаны со строением древнего организма римской семьи.

## Функции
Первоначальной функцией усыновления являлось увеличение общественного веса и рабочей силы семьи, посредством привлечения новых членов. При императоре Юстиниане происходит распад архаической структуры агнатской семьи и институт усыновления принимает на себя новые функции, приобретает вид, схожий с современным аналогичным институтом.
Усыновление становится для римлянина средством приобретения в усыновляемом лицо, которое после смерти усыновителя было бы преемником его имени, культа, его политического и религиозного «я». Таким образом, это был некий суррогат отношений между родителями и детьми. Римский закон, с одной стороны, подражал природе, а с другой копировал естественный отношения родителей и детей. С первой целью — в Риме было воспрещено кастратам не только жениться, но и усыновлять, усыновитель должен был быть старше усыновляемого на 18 лет, со второй — римское законодательство наделяло усыновителя отцовской властью.
Отцовской властью могли обладать только мужчины, поэтому лица женского пола не могли выступать усыновителями (при Юстиниане женщине позволяется усыновлять). Усыновление женщин, по общему правилу, также не допускалось, так как они не способны получать по преемству отцовскую власть и связанных с ней прав. Таким образом, акт усыновления порождал между усыновлённым и усыновителем возникновение отцовской власти. В свою очередь, такая власть имела естественный, непрерывный характер, не было никаких условий её существования, ни сроков, поэтому и само усыновление не подлежало этим ограничениям. Отеческая власть могла прекратиться только по воле её обладателя, посредством процесса эмансипации, соответственно также прекращалось и усыновление.

## Варианты
Римское право различало два варианта усыновления: усыновление лица своего права (arrogatio) и усыновление лица чужого права (adoptio). Оба варианта установления усыновления сопровождались процессом совершения определённых действий, результатом которых было возникновение отцовской власти усыновителя над усыновлённым.

### Первый вариант
Первый вид — аррогация. Она осуществлялась публично в народном собрании, с участием как усыновителя, так и усыновляемого. В данном случае усыновителем и усыновлённым могли быть только лица, имеющие право участвовать в народном собрании, то есть женщины и несовершеннолетние не могли быть усыновлены в этой форме. Кроме того, так как правовая природа усыновления была определена и выражалась в том, что усыновление подражает природе, то закон предъявлял определённые требования к кандидатам в усыновители: разница в возрасте не менее 18 лет, усыновитель сам должен быть лицом своего права. После того как все обстоятельства были исследованы и было установлено, что кандидаты отвечают всем требованиям, народному собранию, как единственному законодательному органу в Риме, предлагалось рассмотреть и решить вопрос об усыновлении. По результатам рассмотрения данного вопроса выносился специальный акт, при этом каждый случай такого усыновления считался законом. В связи с падением значения народных собраний (период принципата) аррогация стала производиться частным образом с публичным объявлением о ней. Процедура усыновления состояла в публичном оформлении соглашения между усыновителем и усыновляемым. В период домината, в связи с прекращением созыва народных собраний, усыновление стало оформляться посредством рескрипта императора.

### Второй вариант
Второй вид усыновления в Риме, адопцио, по своей сути, означал смену главы семьи, которому подчинялся подвластный. Такое усыновление влекло разрыв кровных связей с прежней семьёй и создавало кровные узы с семьёй усыновителя. Усыновление совершалось как эмансипация посредством использования  Законов XII таблиц о троекратной манципации. Согласно этим правилам, процедура усыновления состояла из двух этапов: на первом происходило освобождение подвластного из-под отцовской власти, под которой он находился до сих пор, а на втором подвластный вступал под власть усыновителя. Для освобождения от власти подвластного сына необходима была его троекратная фиктивная продажа, с последующим освобождением мнимым покупателем. В данном случае подвластный лишь выходил из-под власти, не становясь при этом усыновлённым. Поэтому, после того как «продажа сына» совершалась в третий раз, «покупатель» не отпускал его на «свободу», а выступал в качестве ответчика по иску об истребовании сына. Такой иск предъявлял усыновитель по заранее достигнутой с ним договорённости. Он являлся вместе с подвластным к претору, где позитивно или путём молчания признавал иск, после чего претор объявлял подвластного состоящим под властью усыновителя.

## Требования к усыновляемому
Ряд требований предъявлялся к усыновляемому. Существовал запрет на усыновление детей, не достигших совершеннолетия, который был отменён в императорский период. Усыновляемым в форме arrogatio могло быть только лицо, обладающее правом участвовать в народных собраниях. По этой причине не допускалось усыновление женщин. Позднее, когда право решать вопрос об усыновлении перешло к императору, стало возможным и усыновление женщин. Усыновляемым в форме adoptio мог быть как правоспособный, так и не обладающий правоспособностью человек, как римлянин, так и чужеземец, как мужчина, так и женщина. Причём, для усыновления женщины было достаточно одной манципации, а не трех.
Усыновлённый становился членом семьи усыновляемого и утрачивал правовую связь с кровным отцом. От также мог наследовать после усыновителя. Это право было взаимным до императорского периода, когда вместе с разрешением усыновлять несовершеннолетних, были введены ограничения на право наследования усыновителей, с целью защитить права усыновлённых, гарантировать их интересы, исключить случаи усыновления с корыстной целью. Тогда же была установлена обязанность усыновителя оставлять несовершеннолетнему усыновлённому в наследство четвёртую часть своего имущества.
Усыновление устанавливалось только над чужими детьми. Для узаконения собственных детей, рождённых вне брака, существовала особая процедура (так называемая легитимация), причём различались несколько её форм. Противоположного мнения придерживался известный исследователь римского права А. И. Загоровский, полагая, что можно было усыновлять собственных детей, рождённых вне брака.
Одним из неимущественных последствий усыновления было препятствие к браку между усыновителем и усыновлённой. Для сохранения приличия запрещался брак даже после прекращения усыновления. С того времени, когда усыновление происходило при посредстве Церкви и со священными обрядами, было постановлено, что ни в коем случае нельзя вступать в брак усыновлённым и родным детям усыновителя. При этом запрещение брака на основе прежнего родства не считалось уничтоженным. Другим неимущественным последствием было то, что в случае усыновления плебея патрицием усыновляемый приобретал новый социальный статус.

## Процедура
Для освобождения подвластного от власти предыдущего отца семейства осуществлялась троекратная фиктивная продажа лица с последующим освобождением мнимым покупателем.
В Древнем Риме досрочное освобождение из-под отцовской власти в осуществлялось при посвящении дочери в весталки, а сына — во фламины. В период Римской империи досрочное освобождение из-под отцовской власти в осуществлялось при назначении на высшие государственные или церковные должности.
Вступление под власть нового отца семейства путём предъявления виндикационного иска возникающего из отцовской власти.
После продажи ребёнка в третий раз мнимый покупатель не отпускал его на свободу, а использовал в качестве ответчика по указанному иску, который к нему предъявлял усыновитель, в соответствии с заранее достигнутой договорённостью. Усыновитель и его подвластный являлись к претору, где и признавали иск.
После процедуры претор объявлял подвластного состоящим под властью отца семейства, усыновителя.

## Выводы
Таким образом, усыновление совершалось в результате фиктивного преторского процесса. Основным отличием данного вида усыновления от усыновления лица своего права является его частноправовой характер, отсутствие ограничения на усыновление женщин и детей. Кроме того, для усыновления женщин и внуков достаточно было одной манципации. Очевидно, что процедура троекратной манципации была достаточно сложной, поэтому при Юстиниане она была заменена простым заявлением перед судом.
Некоторые указания дошедших до нас памятников позволяют думать, что существовал ещё и третий вид усыновления: усыновление в завещании усыновителя, но отчётливых сведений о нём нет.

## Интересные факты
- Самый известный из усыновлённых в Древнем Риме — Октавиан Август, а из усыновителей — его «отец» Гай Юлий Цезарь.